# Boeing F-15EX Eagle II
Boeing F-15EX Eagle II là một loại máy bay tiêm kích tấn công đa năng hoạt động trong mọi điều kiện thời tiết, được thiết kế chế tạo bởi Boeing Defense, Space & Security của Hoa Kỳ, và nó có nguồn gốc từ McDonnell Douglas F-15E Strike Eagle.

## Thiết kế và phát triển
Năm 2018, Không quân Hoa Kỳ (USAF) và Boeing đã thảo luận về F-15X hoặc Advanced F-15, một biến thể một chỗ ngồi được đề xuất dựa trên F-15QA để thay thế những chiếc F-15C/D đang hoạt động trong USAF. Các cải tiến của biến thể mới bao gồm hệ thống AMBER (Giá phóng Tên lửa và Bom Tiên tiến - Advanced Missile and Bomb Ejector Rack) có thể mang tới 22 tên lửa không đối không, tìm kiếm và theo dõi bằng tia hồng ngoại, hệ thống điện tử hàng không tiên tiến, thiết bị tác chiến điện tử, radar mảng quét điện tử chủ động (AESA) và cấu trúc sửa đổi với tuổi thọ 20.000 giờ. Các biến thể một chỗ ngồi và hai chỗ ngồi được đề xuất, lần lượt là F-15CX và F-15EX, cả hai biến thể có các tính năng giống hệt nhau. Không quân Mỹ đã chọn biến thể hai chỗ ngồi, nó có thể được điều khiển bởi một phi công duy nhất, hoặc một phi công và một sĩ quan phụ trách hệ thống vũ khí cho các nhiệm vụ phức tạp. Lý do đưa ra quyết định này của USAF là do chỉ có các mẫu F-15 hai chỗ ngồi vẫn được tiếp tục sản xuất.

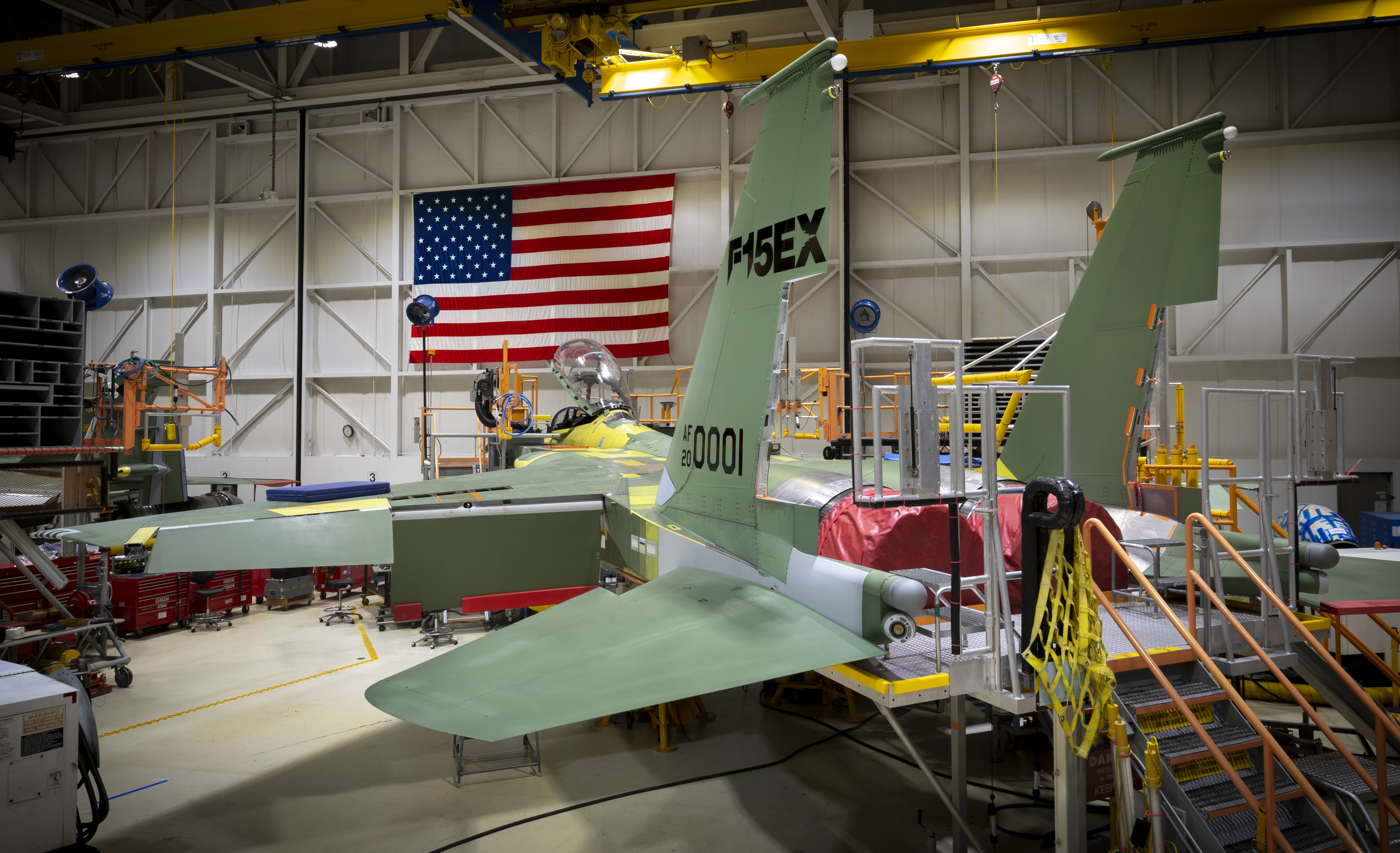
Một chiếc F-15EX trên dây chuyền lắp ráp vào tháng 7 năm 2020

Không quân Mỹ mua F-15EX để duy trì quy mô lực lượng phi đội khi quá trình sản xuất F-22 kết thúc, còn F-35 bị trì hoãn và những chiếc F-15 của họ đã già sau thời gian dài hoạt động. Mặc dù F-15EX được dự đoán sẽ khó sống sót trước các hệ thống phòng không hiện đại vào năm 2028, nhưng nó có thể thực hiện nhiệm vụ phòng thủ nội địa và phòng thủ căn cứ không quân, thực thi vùng cấm bay trước các hệ thống phòng không yếu của đối phương, và triển khai vũ khí tầm xa tấn công từ ngoài tầm phòng không của đối phương. Tháng 7 năm 2020, Bộ Quốc phòng Mỹ đặt hàng mua 8 chiếc F-15EX trong vòng 3 năm với tổng giá trị hợp đồng 1,2 tỷ USD. Tháng 8 năm 2020, USAF công bố kế hoạch thay thế những chiếc F-15C của các đơn vị Lực lượng Vệ binh Quốc gia Không quân ở Florida và Oregon bằng F-15EX. F-15EX thực hiện chuyến bay đầu tiên vào ngày 2 tháng 2 năm 2021. Chiếc đầu tiên được bàn giao cho Không quân Mỹ vào tháng 3 năm 2021 và được đưa đến Căn cứ Không quân Eglin ở Florida để thử nghiệm thêm.

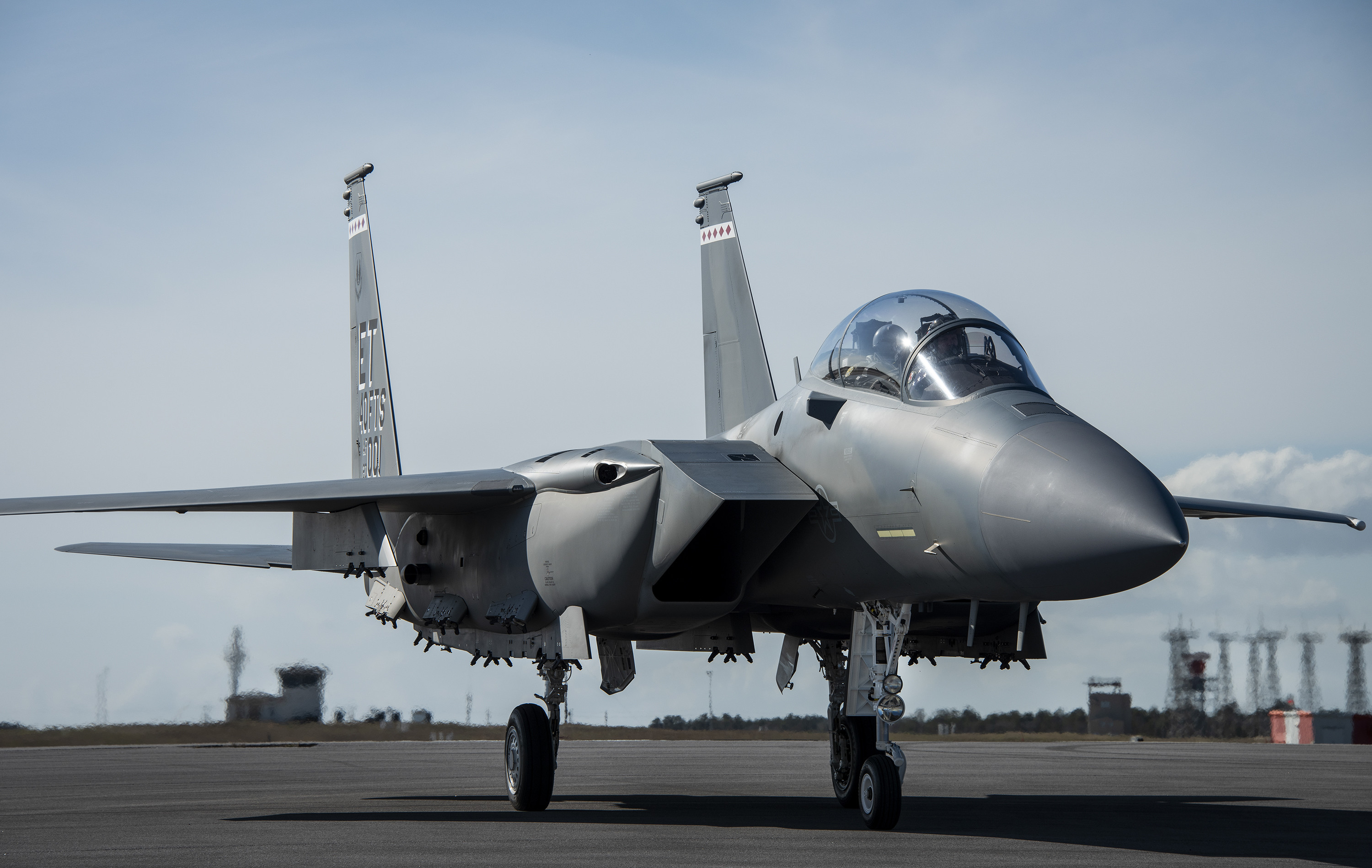
Chiếc F-15EX đầu tiên được bàn giao tại Căn cứ Không quân Eglin ở Florida

Ngày 7 tháng 4 năm 2021, tên chính thức được công bố của F-15EX là Eagle II. Dự luật phân bổ quốc phòng năm 2021 tài trợ cho việc mua sắm dòng chiến đấu cơ này ở mức 1,23 tỷ USD với 12 chiếc, nâng tổng số đơn đặt hàng lên 20 chiếc. Đến tháng 5 năm 2022, USAF đặt hàng 144 chiếc, nhưng cũng đã có đề xuất giảm đơn hàng xuống 80 chiếc. Những chiếc F-15EX đầu tiên đưa vào hoạt động không nhận được thùng nhiên liệu phù hợp. Ngân sách đề xuất của Lực lượng Không quân cho năm tài chính 2024 có trích tiền ra để mua thêm 24 chiếc F-15EX, nâng tổng số đặt hàng dự kiến lên tới 104 chiếc. Ngày 18 tháng 4 năm 2023, USAF thông báo rằng Lực lượng Vệ binh Quốc gia Không quân California và Louisiana sẽ thay thế phi đội F-15C/D của họ bằng F-15EX. Ngày 25 tháng 5 năm 2023, có thông tin cho rằng Phi đội Máy bay Chiến đấu số 173 tại Căn cứ Vệ binh Quốc gia Không quân Kingsley Field ở Oregon, sẽ trở thành Đơn vị Huấn luyện Chính quy (FTU) cho F-35A thay vì F-15EX. Do đó, khóa huấn luyện F-15 cơ bản dành cho cả F-15E và F-15EX sẽ diễn ra tại Căn cứ Không quân Seymour Johnson ở North Carolina kể từ năm 2026.

## Lịch sử hoạt động

### Khách hàng tiềm năng
Không quân Israel đã đặt hàng 25 chiếc F-15IA và có kế hoạch nâng cấp 25 chiếc F-15I lên tiêu chuẩn F-15IA.
Tháng 2 năm 2022, Bộ Ngoại giao Hoa Kỳ phê duyệt thỏa thuận bán 36 chiếc F-15ID và các thiết bị liên quan cho Indonesia. Kể từ ngày 21 tháng 11 năm 2022, kế hoạch mua F-15 của Indonesia đang ở giai đoạn tiến triển và đang chờ phê duyệt cuối cùng từ chính phủ, theo tuyên bố của Bộ trưởng Quốc phòng Indonesia. Phát biểu sau cuộc gặp với người đồng cấp Mỹ Lloyd Austin tại Jakarta, Prabowo Subianto cho biết Boeing đã đồng ý với lời đề nghị tài chính được đề xuất và ông tin rằng gói này có giá cả phải chăng. Tháng 6 năm 2023, trong một cuộc họp báo của Bộ Quốc phòng, người ta nói rằng hợp đồng mua máy bay F-15 vẫn đang trong giai đoạn thảo luận về Thư Đề nghị và Chấp nhận của Chính phủ Hoa Kỳ.
Không quân Hoàng gia Thái Lan (RTAF) đang tìm kiếm một loại máy bay chiến đấu đa năng để thay thế F-16A/B Block 15 ADF đang phục vụ trong biên chế. Ngày 31 tháng 12 năm 2021, Tổng tư lệnh RTAF thông báo rằng Lực lượng Không quân đề xuất mua 8 đến 12 chiếc F-35 Lightning II vào năm 2023. Ngày 12 tháng 1 năm 2022, hội đồng bộ trưởng đã phê duyệt lô hàng đầu tiên mua bốn chiếc F-35A. Ngày 22 tháng 5 năm 2023, một nguồn tin của RTAF tuyên bố Bộ Quốc phòng Hoa Kỳ ngụ ý rằng họ sẽ từ chối lời đề nghị mua F-35A của Thái Lan, thay vào đó họ sẽ cung cấp các máy bay chiến đấu F-16 Block 70 và F-15EX Eagle II.

## Biến thể
F-15EX
Phiên bản hai chỗ ngồi.
F-15IA
F-15IA ("IA" là viết tắt của Israel Advanced) là một biến thể dành cho Không quân Israel dựa trên F-15EX. Lực lượng Phòng vệ Israel đã thông qua kế hoạch mua 25 chiếc F-15IA mới và nâng cấp 25 chiếc F-15I lên tiêu chuẩn F-15IA vào tháng 2 năm 2020.
F-15ID
F-15ID là phiên bản xuất khẩu được đề xuất của F-15EX dành cho Không quân Indonesia. Tháng 2 năm 2022, Bộ Ngoại giao Mỹ phê duyệt việc bán 36 chiếc F-15ID và các thiết bị liên quan cho Indonesia với trị giá khoảng 13,9 tỷ USD. Phiên bản này còn được gọi là F-15IDN.

## Quốc gia sử dụng
Hoa Kỳ
- Không quân Hoa Kỳ: 2 chiếc đã được bàn giao trong tổng số 104 chiếc đặt hàng kế hoạch.[27][28]

## Thông số kỹ thuật (F-15EX)
Dữ liệu lấy từ Air and Space Forces Magazine

### Đặc điểm tổng quát
- Kíp lái: 1 hoặc 2 người (phi công và sĩ quan hệ thống vũ khí)
- Chiều dài: 19,44 m (63 ft 9,6 in)
- Sải cánh: 13,04 m (42 ft 9,6 in)
- Chiều cao: 5,64 m (18 ft 6 in)
- Diện tích cánh: 56,5 m2 (608 ft2)
- Trọng lượng không tải: 14.379 kg (31.700 lb)
- Trọng lượng cất cánh tối đa: 36.741 kg (81.000 lb)
- Động cơ: 2 × động cơ tuốc bin phản lực cánh quạt đốt sau General Electric F110-GE-129; lực đẩy khô 76,3 kN (17.155 lbf); lực đẩy khi đốt nhiên liệu phụ trội tăng áp (đốt sau) là 131,2 kN (29.500 lbf)[30][31]

### Hiệu suất bay
- Vận tốc tối đa: 2.656 km/h (1.650 dặm/giờ; 1.434 hải lý/giờ) / Mach 2,5+ ở độ cao lớn
- Phạm vi chiến đấu: 1.272 km (791 dặm, 687 hải lý)
- Tầm bay: 4.815,15 km (2.992 dặm, 2.600 hải lý) khi mang thùng nhiên liệu phù hợp và ba thùng nhiên liệu phụ bên ngoài
- Trần bay: 18.000 m (60.000 ft)
- Giới hạn G: +9
- Vận tốc tăng độ cao: 250 m/giây (50.000 ft/phút)
- Lực đẩy/trọng lượng: 0,93

### Trang bị vũ khí
- Súng: 1 × pháo xoay 6 nòng 20 mm (0,787 in) M61 Vulcan, với 500 viên đạn
- Giá treo: 23 giá treo với tổng tải trọng 13.380,97 kg (29.500 lb) vũ khí và nhiên liệu bên ngoài
- Tên lửa:
  - Tên lửa không đối không:[32]
    - 12× AIM-9 Sidewinder
    - 12× AIM-120 AMRAAM
    - 12× AIM-260 JATM (được tích hợp)

### Hệ thống điện tử hàng không
- Radar:
  - Radar mảng quét điện tử chủ động AESA Raytheon AN/APG-82(V)1
- Hộp nhắm mục tiêu:
  - LANTIRN hoặc Hộp nhắm mục tiêu nâng cao Sniper
- Tìm kiếm và theo dõi bằng tia hồng ngoại:
  - Hộp Lockheed Martin Legion[33][34]
- Tác chiến và đối kháng điện tử:
  - Hệ thống Sống sót Cảnh báo Chủ động Thụ động BAE Systems AN/ALQ-250 Eagle (EPAWSS) - hộp kết hợp tác chiến điện tử/đối kháng điện tử[35]